# Ulmus pumila
Ulmus pumila là một loài thực vật có hoa trong họ Ulmaceae. Loài này được Carl von Linné miêu tả khoa học đầu tiên năm 1753.

## Hình ảnh

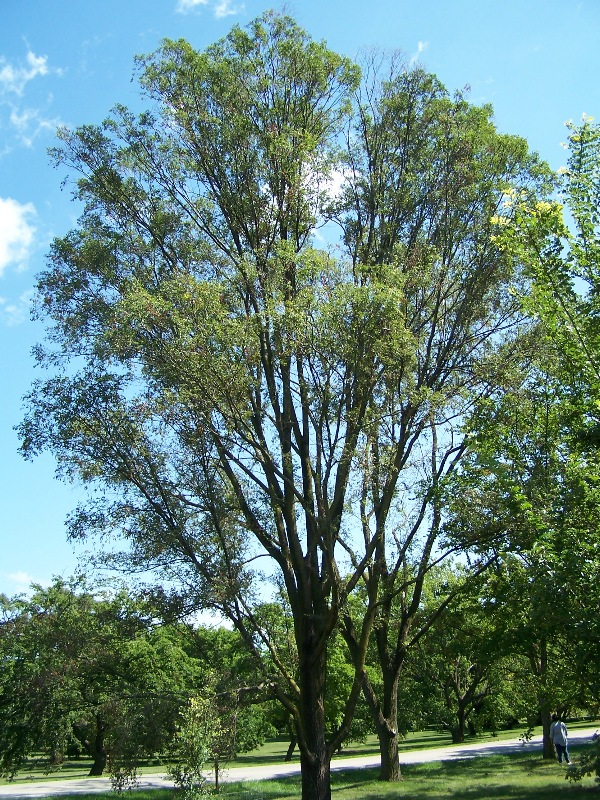
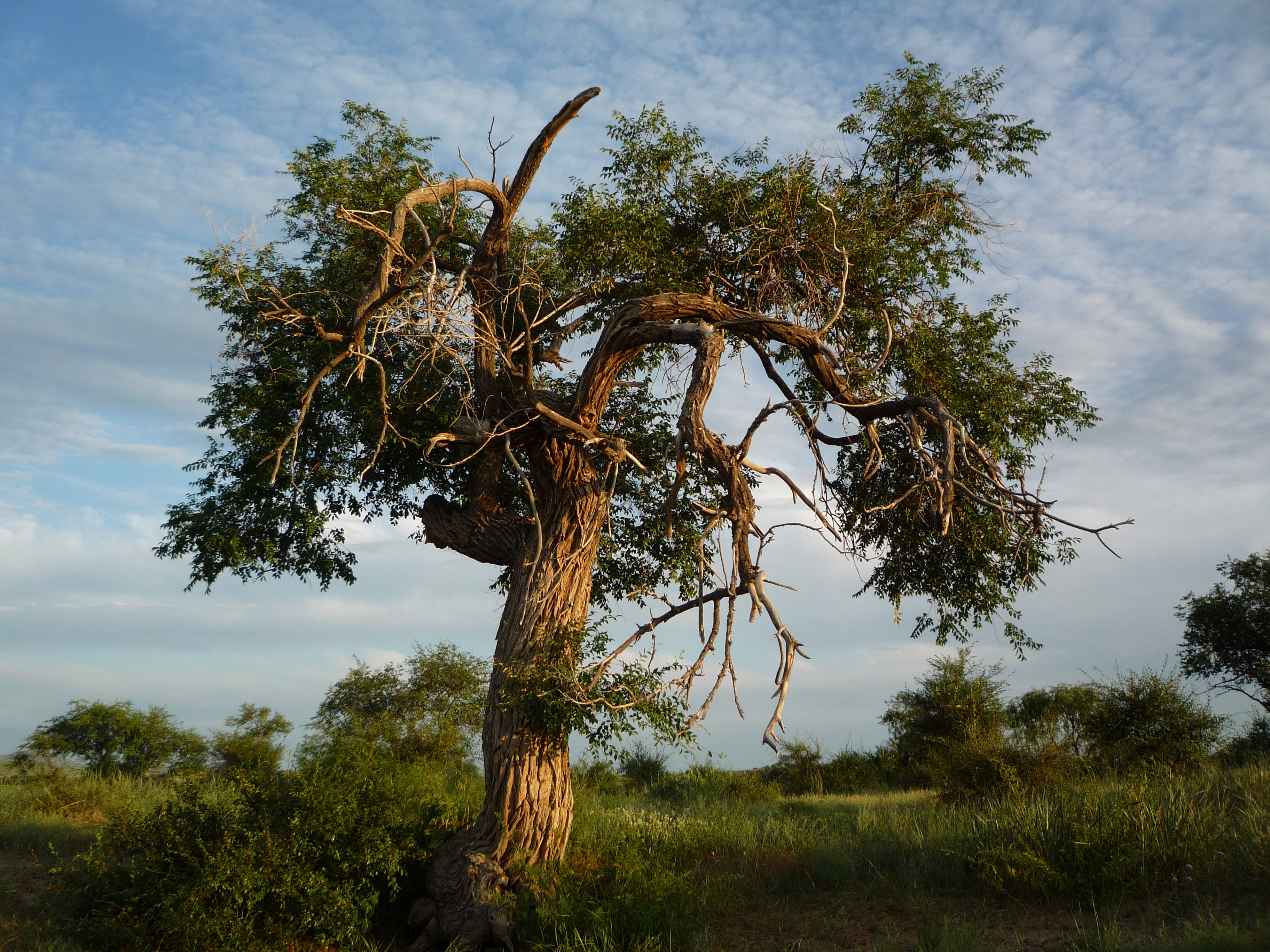
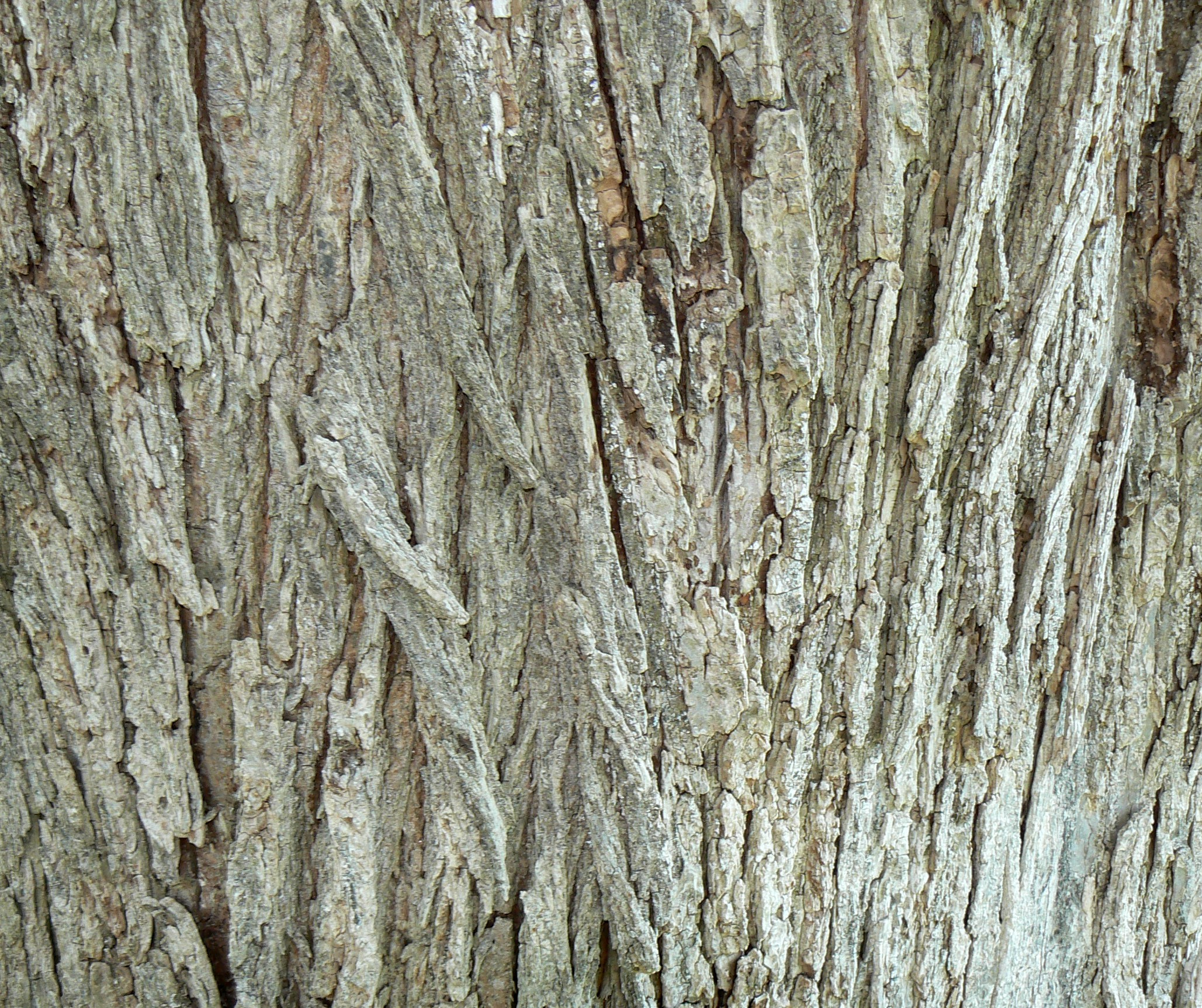
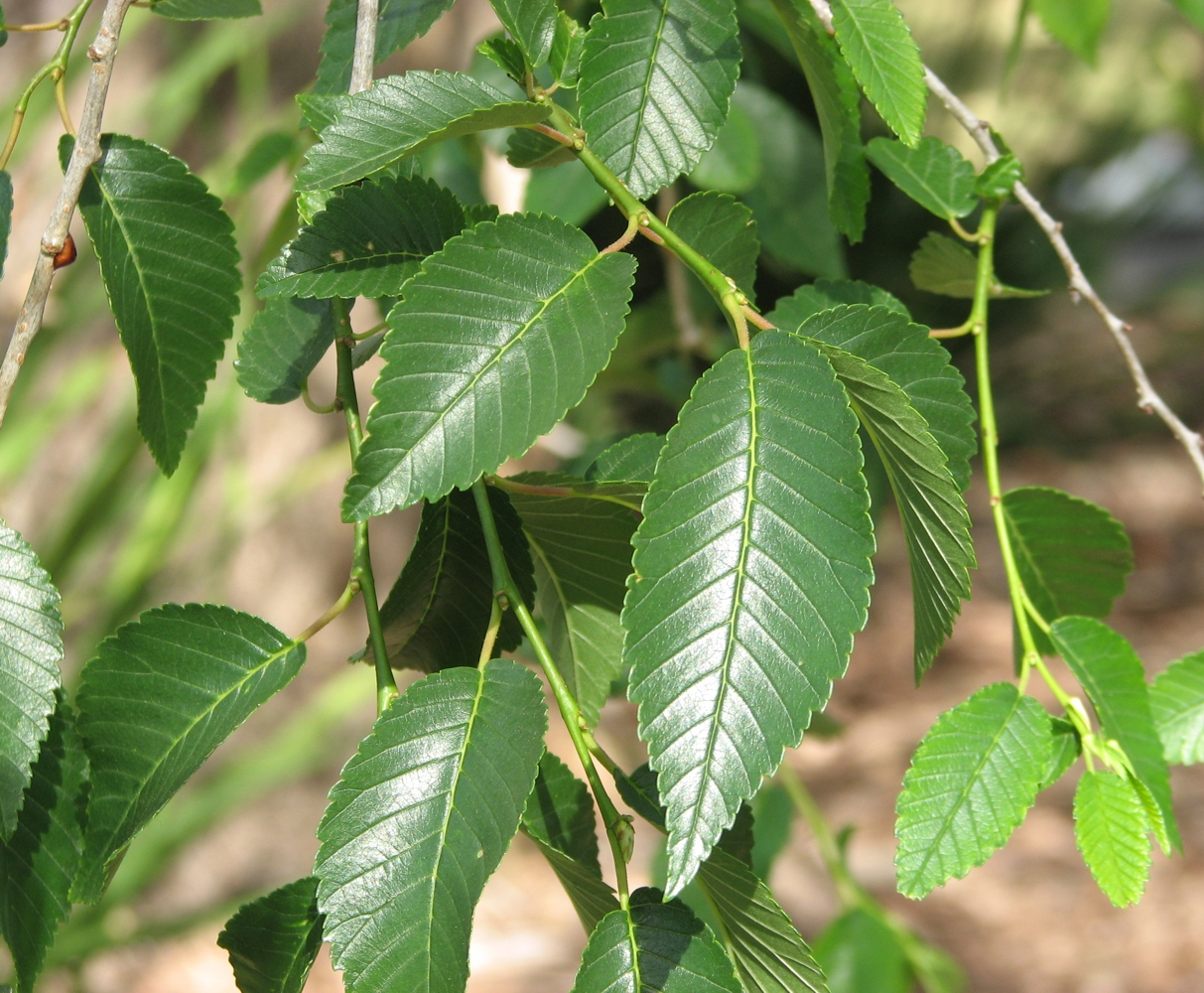